# Cyclodextrine

Structuurformules van de drie meest voorkomende cyclodextrines.

Cyclodextrines zijn macrocyclische organische verbindingen die horen bij de cyclische oligosachariden. 
De moleculen bestaan uit vijf of meer suikereenheden die in een ringvorm met elkaar verbonden zijn. De meest voorkomende cyclodextrines zijn:
- α-cyclodextrine: een ring van zes suikereenheden
- β-cyclodextrine: een ring van zeven suikereenheden
- γ-cyclodextrine: een ring van acht suikereenheden

Cyclodextrines kunnen ervoor zorgen dat apolaire stoffen toch oplossen in water. Dat komt doordat de moleculen van die apolaire stof zich "nestelen" in de holte van de ring, waardoor een supramoleculair complex ontstaat dat als geheel polair is en dus oplosbaar in water. Cyclodextrines worden toegepast in verschillende geneesmiddelen om hydrofobe medicijnen beter te doen penetreren in het lichaam.
Cyclodextrines worden ook gebruikt als bouwstenen voor rotaxanen; het ringvormige cyclodextrine zit dan als een halssnoer rond het smalle gedeelte van een haltervormige molecule, waarvan de brede uiteinden beletten dat het cyclodextrine los zou komen. 